# Lula Libre

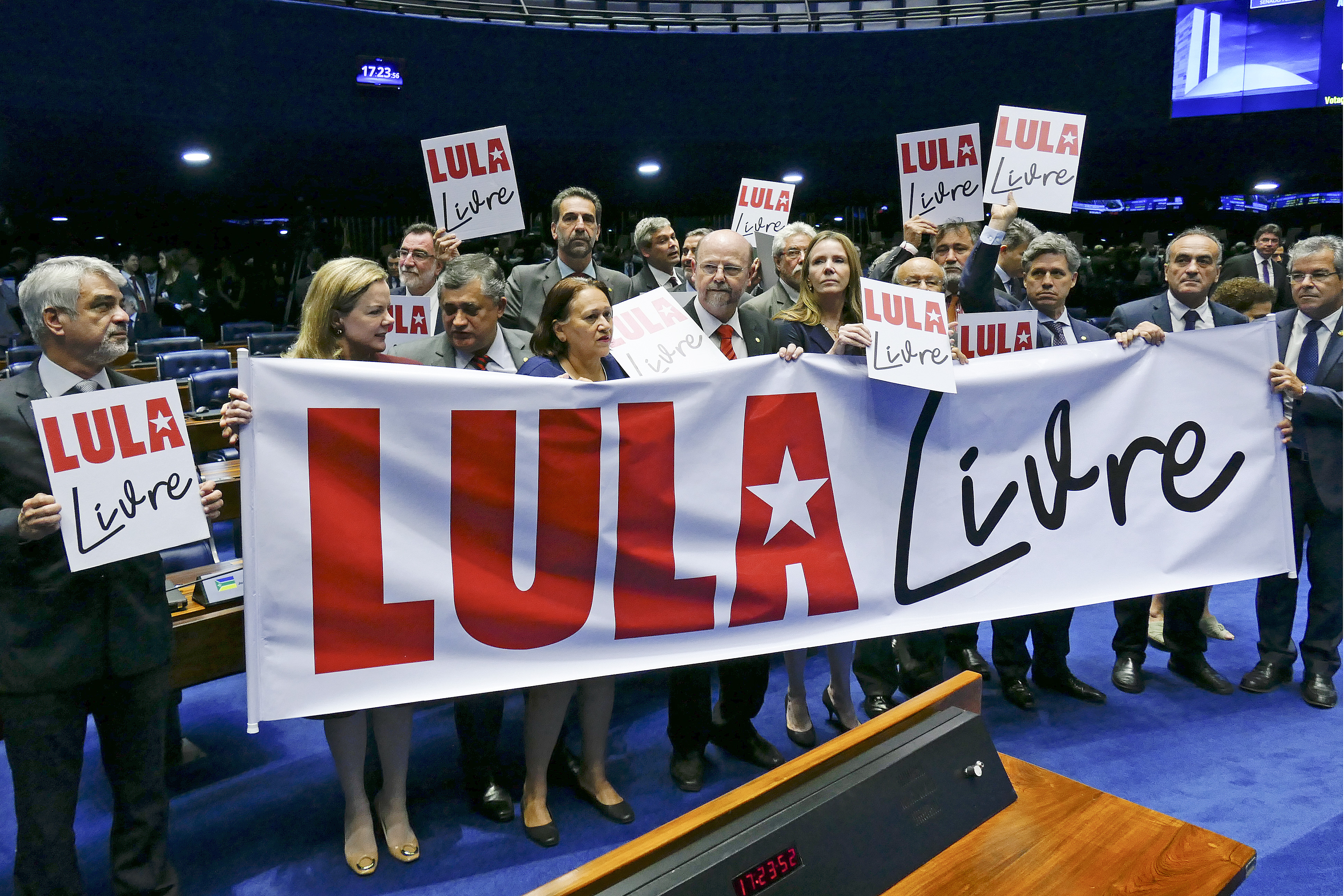
Parlamentares en acto en el plenario del Senado Federal del Brasil

El Comité Internacional de Solidaridad en Defensa de Lula y la Democracia en Brasil (en portugués, "Comitê Internacional de Solidariedade a Lula e à Democracia no Brasil"), también conocido como Movimiento Lula Libre (en portugués: Movimento Lula Livre), es un movimiento político y social compuesto por varias entidades brasileñas que abogan por la liberación del expresidente Luiz Inácio Lula da Silva de prisión. El movimiento incluye líderes sindicales de más de 50 países.
Han manifestado su apoyo el Premio Nobel argentino Adolfo Pérez Esquivel, José "Pepe" Mujica, expresidente de Uruguay, Danny Glover, embajador de Buena Voluntad de la ONU, el filósofo y politólogo Noam Chomsky, además de líderes extranjeros de izquierda, como Michelle Bachelet de Chile y François Hollande de Francia, así como el presidente de Bolivia Evo Morales, y el senador Bernie Sanders de Estados Unidos.